# Ascomorpha saltans
Ascomorpha saltans är en hjuldjursart som beskrevs av Bartsch 1870. Ascomorpha saltans ingår i släktet Ascomorpha och familjen Gastropodidae. Arten är reproducerande i Sverige.

## Underarter
Arten delas in i följande underarter:
- A. s. indica
- A. s. saltans